# Élection présidentielle équatorienne de 2023
L’élection présidentielle équatorienne de 2023 a lieu les 20 août et 15 octobre 2023 afin d'élire le président et le vice-président de la république de l'Équateur. Le premier tour a lieu en même temps que des élections législatives et un référendum.
Le scrutin intervient deux ans avant la date prévue sur décision du président sortant Guillermo Lasso. Confronté à une procédure de destitution initiée par l'Assemblée nationale, celui-ci a en effet recours à la procédure dite de « mort croisée », qui entraine la fin anticipée de son mandat et de celui de l'Assemblée. Bien qu'éligible, il décide de ne pas se présenter à sa réélection. Le vainqueur du scrutin n'occupe la fonction présidentielle que jusqu’à la fin du mandat constitutionnel de Lasso, en mai 2025.
La campagne est marquée par l'assassinat, onze jours avant le premier tour, de l'un des favoris du scrutin, Fernando Villavicencio, un proche du président Lasso ayant fait de la lutte contre la corruption son cheval de bataille. Sa mort entraîne l'instauration de l'état d'urgence pendant deux mois, mais l'élection n'est ni annulée ni reportée.
Héritière affirmée de l'ancien président Rafael Correa, la candidate Luisa González arrive largement en tête du premier tour, comme le laissaient entendre les sondages. Déjouant ces derniers, Daniel Noboa provoque quant à lui la surprise en se qualifiant pour le second tour. Le collègue journaliste et remplaçant de Fernando Villavicencio, Christian Zurita, arrive quant à lui troisième.
Le second tour organisé le 15 octobre voit la victoire de Daniel Noboa, qui réunit un peu moins de 52 % des suffrages. Luisa González reconnait quant à elle sa défaite le jour même.

## Contexte

### Cohabitation sortante

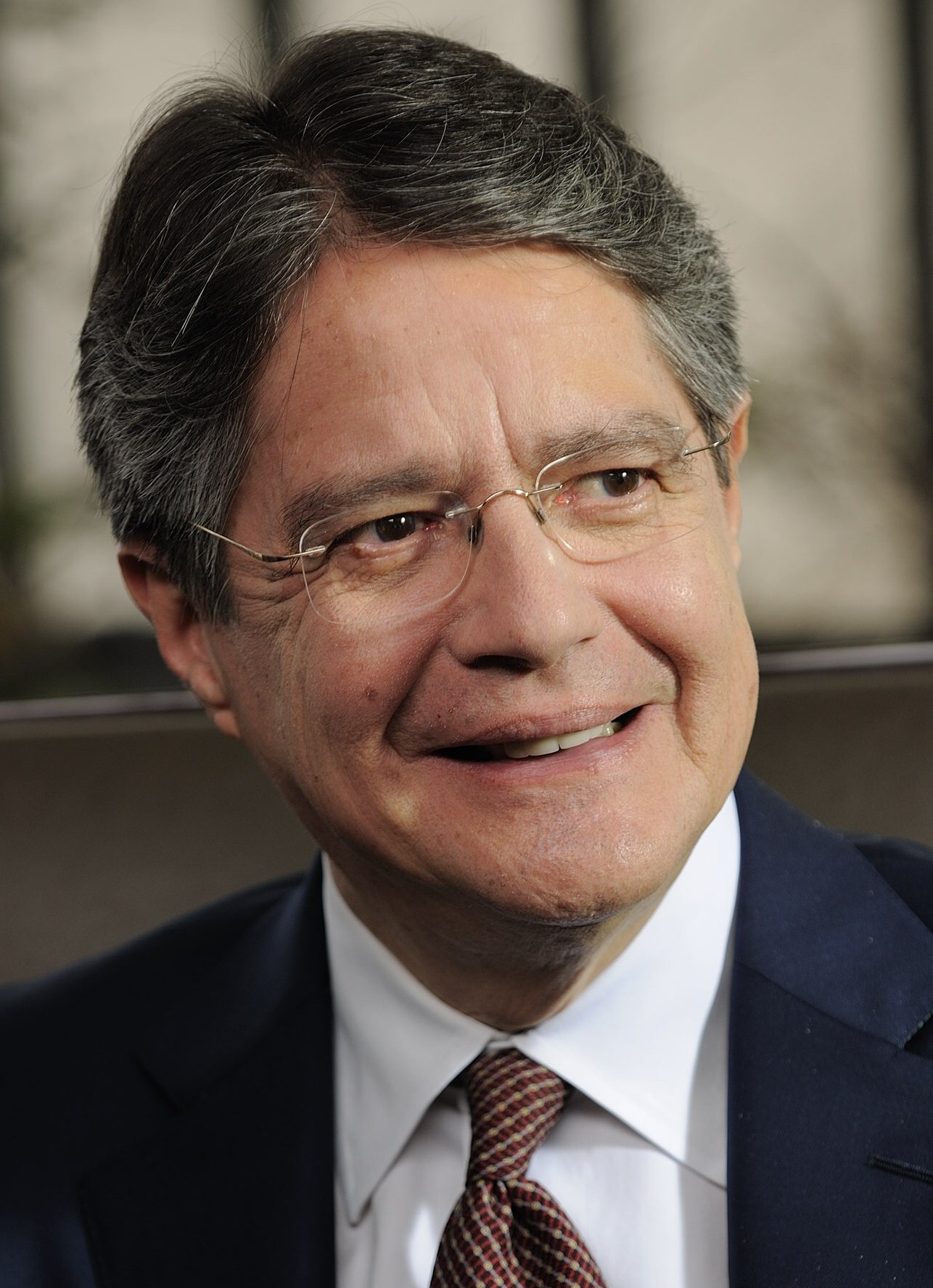
Guillermo Lasso.

L'élection présidentielle de 2021 voit la victoire au second tour du candidat du Mouvement CREO, Guillermo Lasso, après deux tentatives infructueuses. Le président sortant, Lenín Moreno, n'est alors pas candidat à sa réélection du fait d'une impopularité record dans un contexte de dissensions avec son influent prédécesseur Rafael Correa et d'un programme d'austérité ayant provoqué d'importantes manifestations en 2019,,.
Soutenu par Correa — qui ne peut se présenter lui même du fait d'accusations de corruption —, l'ancien directeur de la banque centrale Andrés Arauz échoue au second tour face à Guillermo Lasso, mais c'est sa formation, l'Union pour l'espérance, qui arrive largement en tête des élections législatives organisées simultanément. Le Mouvement CREO n'arrive que cinquième du scrutin, tandis que l'Alianza País de Lenín Moreno s'effondre et perd toute représentation à l'Assemblée nationale. Le double scrutin place ainsi en situation de cohabitation le nouveau président, libéral-conservateur, face à une Assemblée largement dominée par les forces de gauche. Celle-ci comporte notamment le parti Pachakutik, dont le candidat Yaku Pérez avait manqué de très peu de se qualifier pour le second tour en lieu et place de Guillermo Lasso, ainsi que le Parti de la gauche démocratique de Xavier Hervas, arrivé quatrième.
Le nouveau président fait rapidement face à l'hostilité marquée des parlementaires, à laquelle s'ajoutent des grèves et de violentes manifestations d'Amérindiens protestant contre les conditions des classes défavorisées et l'expansion des activités minières et pétrolières sur leurs terres ancestrales. Ces manifestations font six morts et des centaines de blessés, avant la conclusion d'un accord avec le gouvernement fin juin 2022,. L'opposition lance à cette occasion une première tentative de destitution, qui échoue faute de soutien suffisant. Fragilisé, Lasso tente fin 2022 de reprendre la main en convoquant un référendum constitutionnel le 5 février 2023 afin de soumettre au vote populaire huit amendements relatifs à la sécurité, l'organisation des pouvoirs publics et l'environnement. Cette mise à référendum intervient dans la lignée de nombreux recours au vote populaire sous les gouvernements précédents, notamment en 2017 par Rafael Correa et en 2018 par Lenín Moreno. À l'inverse de ses prédécesseurs, la tentative du président Lasso s'avère cependant un échec, aucune des propositions ne recueillant le soutien d'une majorité des suffrages. Il s'agit d'une sévère défaite pour le président, qui la reconnait le lendemain. L'échec dans les urnes se manifeste également aux élections locales organisées le même jour, qui voient la défaite du Mouvement CREO au profit du Mouvement de la révolution citoyenne,.

### Procédure de destitution de 2023

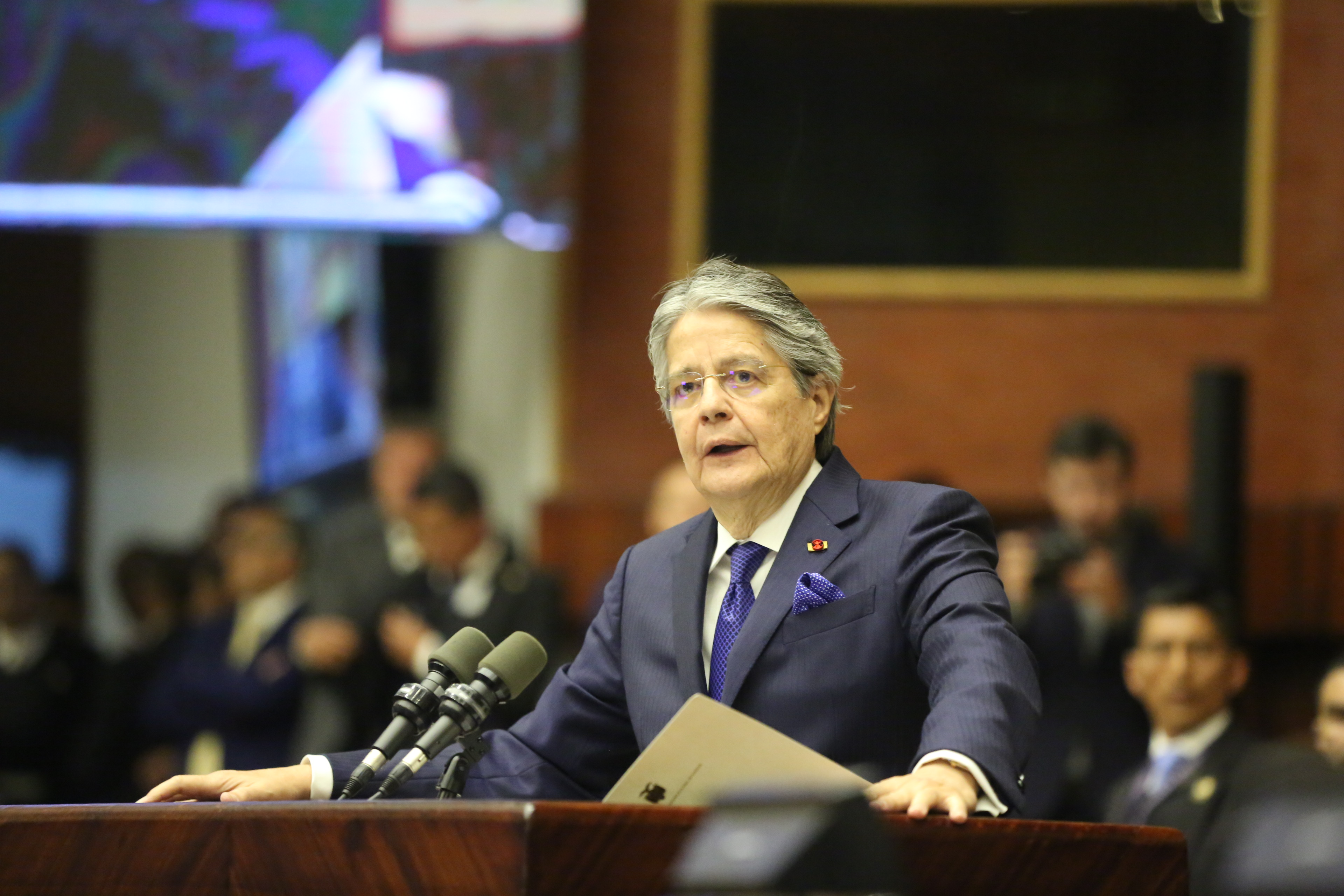
Guillermo Lasso témoignant devant l'Assemblée lors du procès en destitution, le 16 mai 2023.

Entretemps, en pleine campagne référendaire, le journal en ligne La Posta publie le 9 janvier 2023 un article intitulé El Gran Padrino (« Le Grand Parrain ») dans lequel est dénoncé l'existence d'un réseau de corruption impliquant des compagnies publiques, l'entrepreneur Rubén Cherres Faggioni et le banquier Danilo Carrera Drouet (es). Beau-frère et associé de Guillermo Lasso, ce dernier avait largement financé ses campagnes électorales avant de le remplacer à la tête de la banque Guayaquil après l'élection de Lasso à la présidence. Danilo Carrera Drouet est accusé d'avoir organisé en échange de pot-de-vin l'attribution à grande échelle de contrats publics à des entreprises de Rubén Cherres Faggioni dans plusieurs secteurs dont celui de la distribution d'électricité. Danilo Carrera Drouet aurait agi avec la complicité de fonctionnaires de haut rang dont Hernán Luque Lecaro, président de la Société coordinatrice des entreprises publiques (EMCO), pour falsifier des documents afin de favoriser des entreprises sans aucune expérience. Selon Leonardo Cortázar, à l'origine de divulgations ayant conduites à l'article El Gran Padrino, ces pratiques auraient été héritées des gouvernements précédents de Rafael Correa et Lenín Moreno. L'affaire prend initialement le nom de l'article, avant d'être connue sous le nom d'« Affaire Encuentro »,.
Est notamment mis en cause un contrat entre une entreprise publique de transport maritime et une compagnie de transport pétrolier. Le président l'ayant approuvé malgré des irrégularités, il est accusé de l'avoir fait en connaissance de cause afin de couvrir son beau-frère. Bien que ne détenant pas de position officielle au sein du gouvernement, ce dernier aurait tenu une position de conseiller de l'ombre auprès du président, l'accompagnant dans plusieurs déplacements officiels.
Le 18 janvier, l'Assemblée nationale ouvre une commission d'enquête sur ces allégations de corruption. Considéré comme un témoin clé de l'enquête, Rubén Cherres disparaît trois jours plus tard. Le 24 février, le procureur général annonce l'ouverture d'une enquête sur les liens entre Danilo Carrera et Rubén Cherres, ainsi qu'entre ce dernier et un réseau de trafic de drogue surnommé la « mafia albanaise ». Le procureur accuse dans la foulée Guillermo Lasso d'avoir exercé des pressions sur les dirigeants de la police nationale et de celle spécialisée dans la lutte contre les trafics de drogue afin de faire enterrer le rapport d'une précédente enquête,,.
Le rapport de la commission, approuvé par 104 des 137 membres de l'Assemblée mais non contraignant, conclut finalement à l'implication du président dans des crimes contre la sûreté de l'État et de l'administration publique. L'opposition vote par ailleurs la déclassification des documents liés à l'enquête, sans que ces derniers n'impliquent toutefois le président ni les membres de sa famille. Le rapport permet néanmoins à 59 députés de lancer le 4 mars une procédure de destitution à l'encontre du président de la République pour corruption et détournement de fonds, la procédure requérant le vote en ce sens d'au moins un tiers du total des députés, soit 47. Le 29 mars, la Cour constitutionnelle rejette la mise en accusation pour corruption, mais valide celle pour détournement de fonds. Pour aboutir, la procédure de destitution nécessite le vote à la majorité qualifiée des deux tiers du total des membres de l'Assemblée, soit 92 voix sur 137. L’Équateur n'a connu qu'une seule fois une telle destitution de son chef de l’État, avec celle en 1933 du président Juan de Dios Martínez Mera (es),.
L'affaire s'aggrave avec la découverte fin avril du corps de Rubén Cherres. L'Assemblée nationale débute le 16 mai les audiences du procès en destitution, au cours desquelles le président nie en bloc les accusations portées à son encontre, qu'il juge politiquement motivées,. Devant la probabilité très élevé du vote de sa destitution par l'alliance de l'opposition pro-Correa et du Pachakutik, le président a recours le lendemain même à la procédure de « mort croisée », qu'il justifie par l'existence d'une « sévère crise politique ». Ce recours à la dissolution simultanée des institutions met automatiquement fin à la procédure de destitution,,.

### Recours à la«mort croisée»

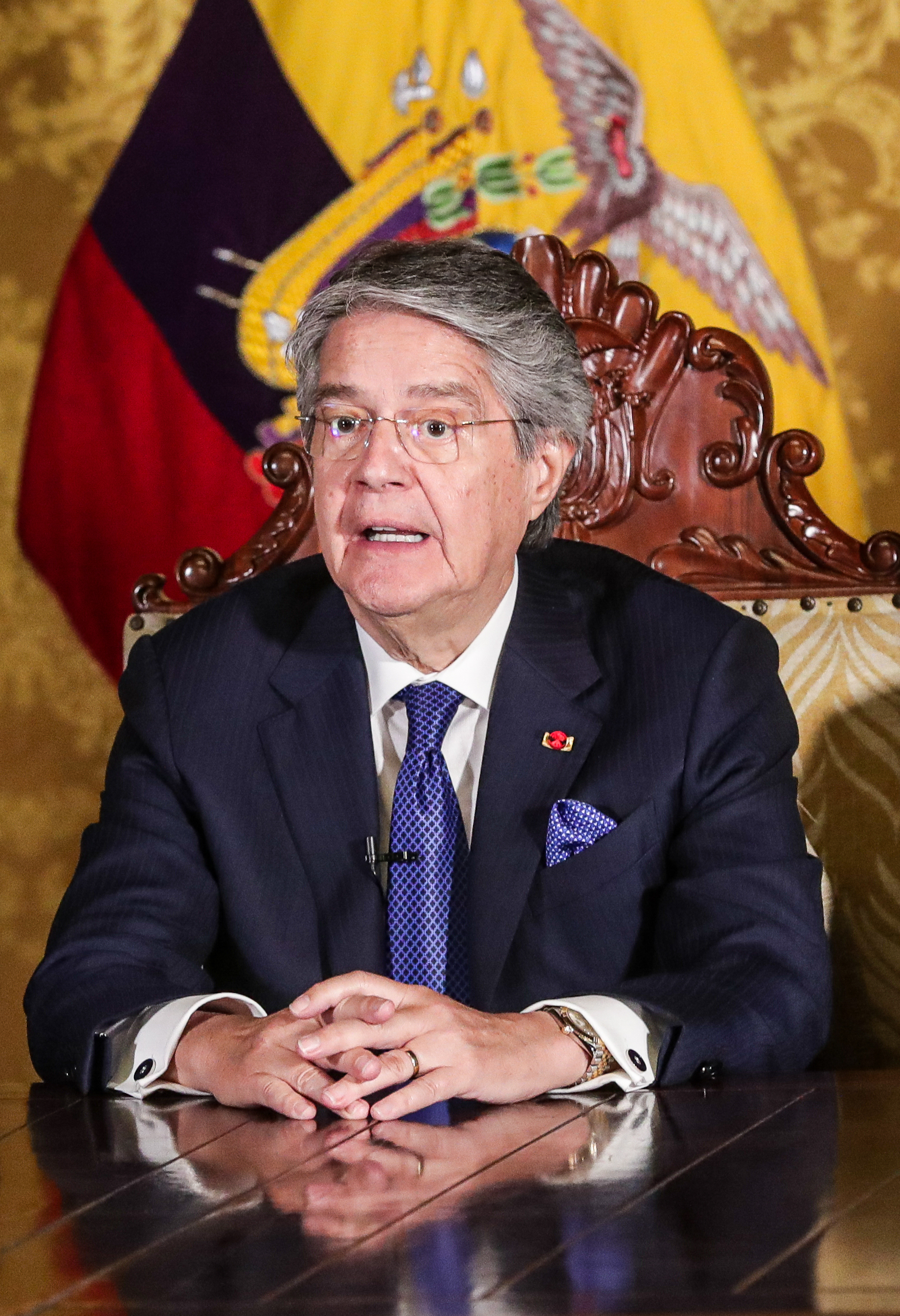
Guillermo Lasso annonçant le décret de mort croisée.

C'est la première fois que la procédure de mort croisée (en espagnol, muerte cruzada (es)) est utilisée. Inscrite dans l'article 148 de la Constitution équatorienne de 2008, celle-ci permet au président de la République de dissoudre l'Assemblée nationale tout en lui imposant de mettre également fin à son propre mandat par la convocation d'élections législatives et présidentielle anticipées. Il ne peut recourir à cette procédure qu'une seule fois, dans les trois premières années de son mandat. Le décret présidentiel de dissolution est suivi dans les sept jours par la convocation des élections à une date conjointe par le Conseil électoral national (CNE). Comme toutes élections anticipées en Équateur, ces dernières doivent être organisées dans les 90 jours,. Le CNE évoque rapidement la date du 20 août 2023 pour le premier tour, et celle du 15 octobre pour un éventuel second tour. Si le président sortant ainsi que les députés de la législature sortante sont rééligibles, ces élections ne visent cependant à les remplacer que pour la durée restante du mandat de quatre ans en cours au moment de la dissolution. Des élections ont donc lieu comme prévu en 2025 à l'issue du mandat commencé en 2021,.
Le président sortant assure l'intérim. Ses pouvoirs sont cependant fortement réduits, celui-ci devant se cantonner à des décrets-lois dans des domaines économiques urgents, qui sont soumis à l'approbation de l'Assemblée. Le 18 mai, Lasso annonce ne pas être candidat à sa réélection.
L'utilisation de la mort croisée par Lasso est vivement contestée par l'opposition, qui introduit le 18 mai un recours auprès de la Cour constitutionnelle, arguant de l'absence d'une crise urgente justifiant l'utilisation de l'article 148. Le recours est rejeté le soir même par la cour à l'unanimité.

### Référendum simultané

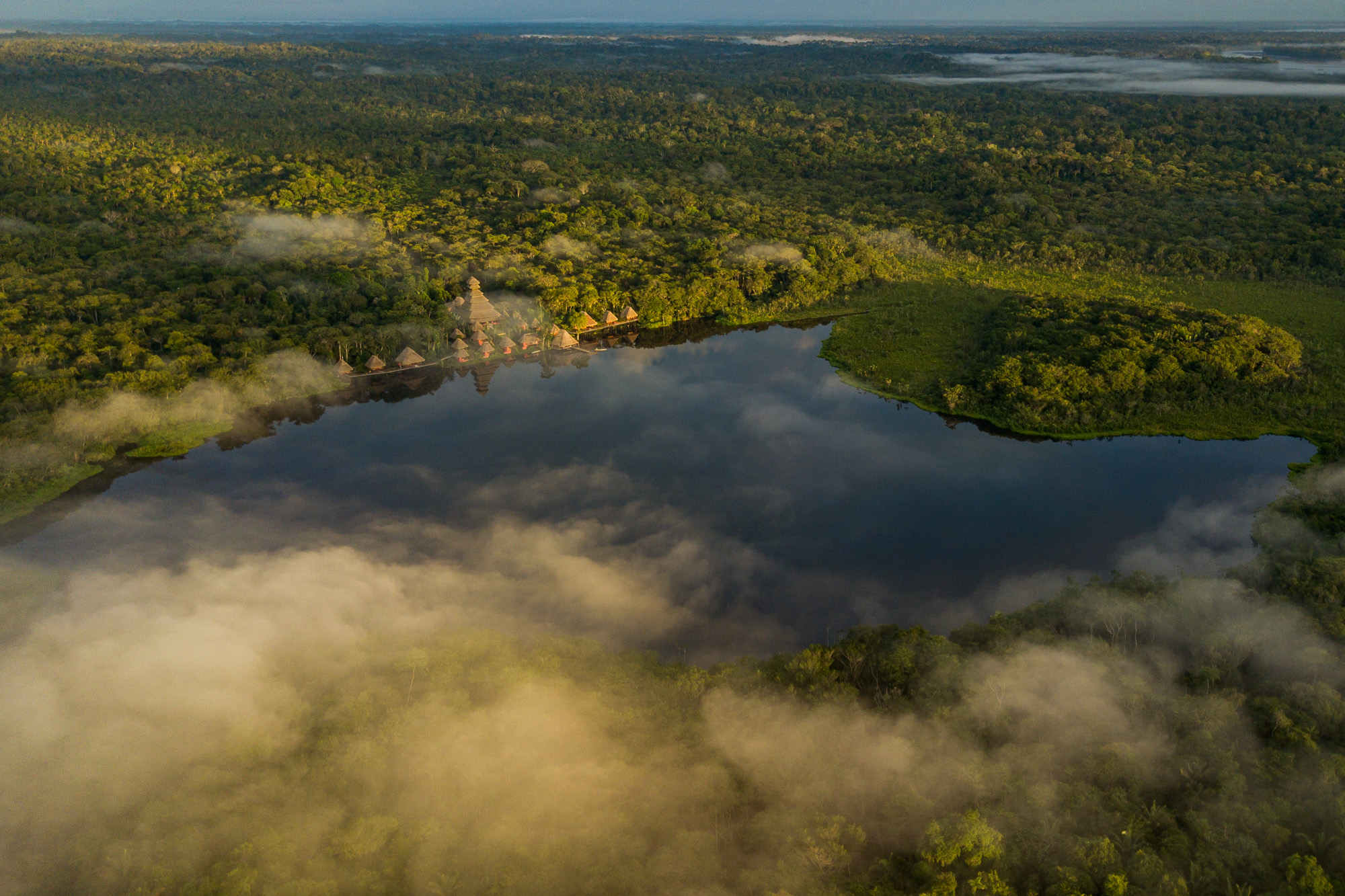
Vue sur la forêt amazonienne et le centre d'écotourisme communautaire de la lagune Añangu.

L'élection présidentielle est organisée le même jour qu'un référendum d'initiative populaire sur la fin de l'exploitation pétrolière dans le parc national Yasuni. Portée notamment par les communautés indigènes pendant plus de dix ans avant d'être finalement validée en mai 2023 par la Cour constitutionnelle, la proposition s'invite dans la campagne électorale pour la présidentielle, poussant les candidats à prendre position sur cette question,.
Les partisans de l'interdiction mettent en avant la protection de l'environnement, le parc Yasuni possédant l'une des plus importantes biodiversités au monde, ainsi que celle des indigènes y vivant, menacés par la poursuite de l'exploitation,. Les opposants à l'interdiction rappellent l'importance économique de cette ressource, dont la coupure soudaine des revenus mettrait en difficulté l’État équatorien,,. L'importance que prend le sujet dans la campagne présidentielle témoigne alors de celle grandissante accordée aux questions environnementales dans le pays, le parc Yasuni s'étant désormais « ancré » dans l'agenda politique.

## Système électoral
Le président de la république de l'Équateur est élu en même temps que le vice-président pour un mandat de quatre ans — ici réduit à un an et cinq mois du fait de la procédure même de mort croisée — par le biais d'une version modifiée du scrutin uninominal majoritaire à deux tours. Si aucun candidat ne remporte la majorité absolue des suffrages exprimés lors du premier tour, ou plus de 40 % des voix avec au moins dix points d'avance sur celui arrivé en deuxième position, un second tour est organisé dans les quarante-cinq jours entre les deux candidats arrivés en tête. Est alors élu celui qui reçoit le plus grand nombre de suffrages. Le président est par ailleurs limité à un maximum de deux mandats consécutifs. Le vote est facultatif à partir de 16 ans et obligatoire à partir de 18 ans.
Tout candidat à la présidence ou à la vice-présidence doit obligatoirement posséder la nationalité équatorienne de naissance, être âgé d'au moins 32 ans au moment du dépôt de sa candidature, disposer pleinement de ses droits civiques et ne pas être sujet à l'une des interdictions établies dans la Constitution. Cette dernière impose également la parité des binômes, un candidat à la présidence ne pouvant avoir pour colistier qu'une personne de sexe opposé,.

## Campagne
La campagne débute plus tôt qu'initialement prévue, la validation rapide des candidatures conduisant le Conseil électoral national (CNE) à la faire débuter le 13 juillet, au lieu de la date initiale du 8 août.
Le président sortant ayant renoncé à se représenter, son parti CREO renonce à son tour à présenter un candidat pour l'élection présidentielle et déclare donner à ses adhérents toute liberté de vote, sauf pour le « correisme » et le Parti social-chrétien (PSC). Guillermo Lasso se positionne par ailleurs contre l'arrêt de l'exploitation pétrolière dans le Yasuni, ayant lui-même aspiré à doubler la production dans le secteur.

### Luisa González

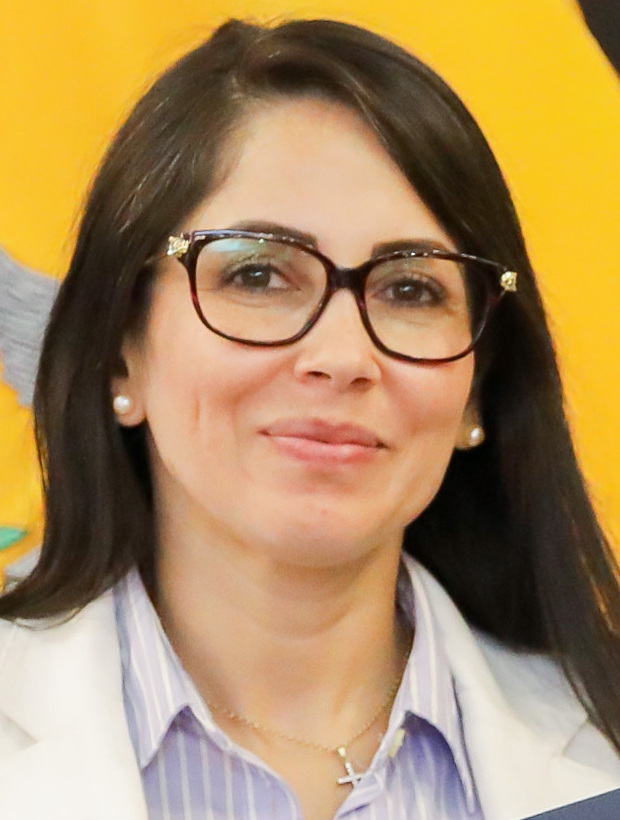
Luisa González en 2022.

Après avoir tenté sans succès d'avoir pour candidat l'ancien vice-président Jorge Glas, le Mouvement de la Révolution citoyenne (RC) — qui revendique l'héritage de la « Révolution citoyenne » de l'ancien président Rafael Correa — présente la candidature de Luisa González, accompagnée pour la vice-présidence d'Andrés Arauz, candidat malheureux au second tour de l'élection présidentielle de 2021. Leur binôme est annoncé par Correa lui-même le 10 juin. Condamné pour corruption à huit ans de prison, ce qu'il dénonce comme une manœuvre politicienne, ce dernier bénéficie toujours d'une grande influence politique ainsi que d'une popularité de 55 % d'opinions favorables,. Bénéficiant d'une solide base électorale après la victoire du RC aux élections locales de février dans plusieurs municipalités dont la capitale Quito et la seconde plus grande ville du pays, Guayaquil, Luisa González s'impose rapidement comme la favorite du scrutin. Elle caracole ainsi largement en tête des sondages en vue du premier tour, pour laquelle elle est créditée d'environ 30 % des intentions de vote, l'incertitude du scrutin se portant alors davantage sur l'identité de son adversaire. Solidement positionnée à gauche tout en étant socialement conservatrice — avec notamment une opposition à l'avortement —, elle deviendrait en cas de victoire la première femme présidente de l’Équateur,. Son programme entend mettre un terme aux politiques économiques libérales héritées des présidences de Lenín Moreno et de Guillermo Lasso, relancer l'économie par la demande interne, faire des investissements publics, et développer des politiques de lutte contre l'appauvrissement et les inégalités. Elle promet par ailleurs une politique ferme de lutte contre la criminalité et le renforcement des forces de sécurité.

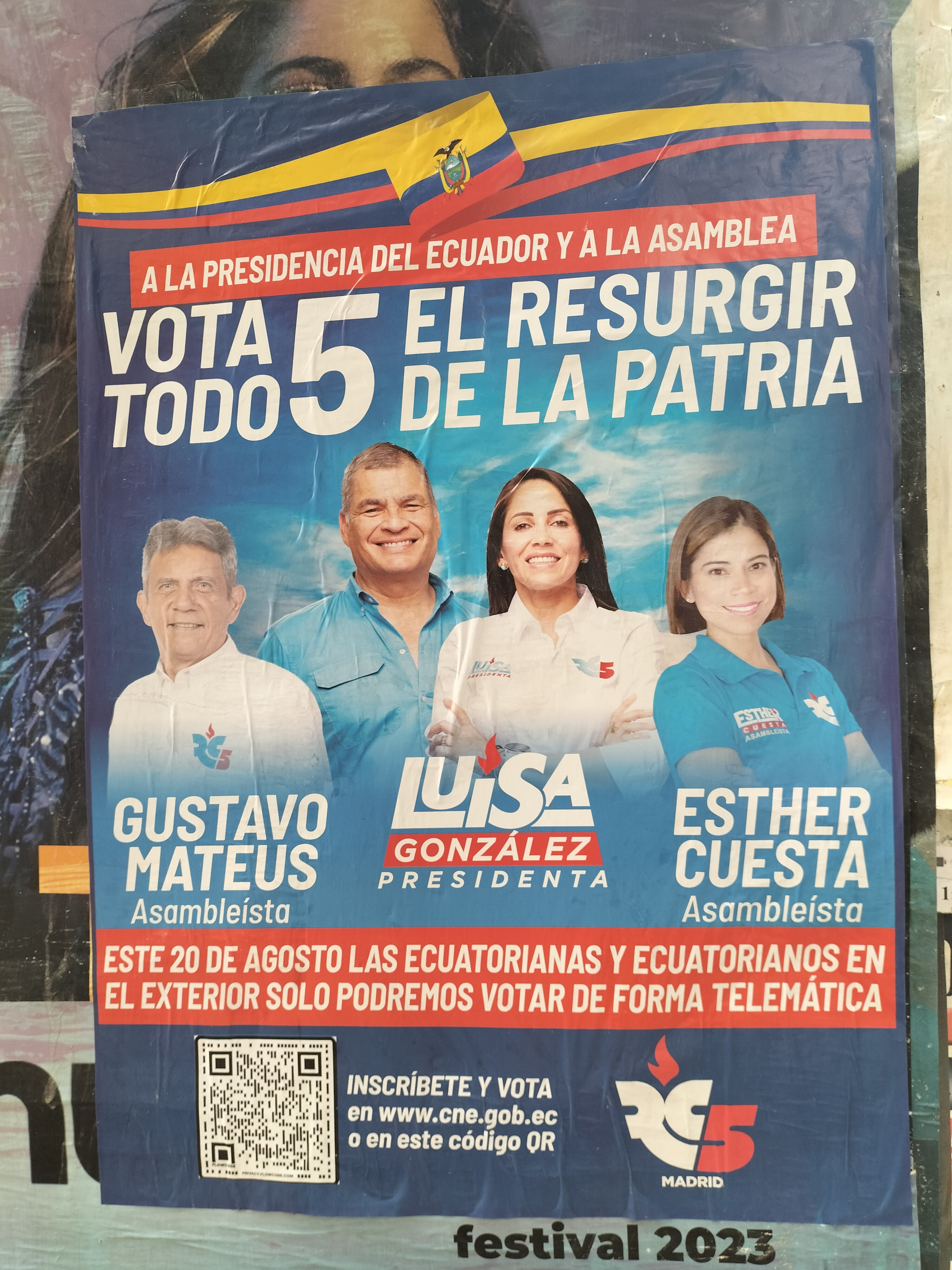
Affiche électorale promouvant Luisa González, sur laquelle figure également Rafael Correa.

La campagne de Luisa González se focalise essentiellement sur son image d'héritière de Rafael Correa, le style de gouvernement de l'ancien président étant mis en avant et associé à une gestion efficace, à la sécurité, au soutien au monde rural et en particulier indigène, ainsi qu'aux grands travaux publics. La candidate se présente en grande partie comme celle qui permettra au dirigeant en exil de revenir au pays, promettant d'en faire son principal conseiller. Elle affirme néanmoins ne pas avoir l'intention de lui accorder de grâce, celui-ci refusant cette option afin que son procès soit résolu « dans la stricte légalité et dans la justice ». Le bilan du président sortant Guillermo Lasso est au contraire fortement critiqué par la candidate, au point de paraître comme son principal adversaire malgré son absence du scrutin, chaque élément de son bilan étant comparé négativement à celui de Correa sous les slogans « Nous serons à nouveau une patrie » (Volveremos a ser Patria) et « La résurgence de la patrie » (El Resurgir de la Patria). En réponse aux critiques d'adversaires la désignant comme une « candidate mouton », elle fait de l'animal un symbole de campagne, distribuant des peluches et utilisant dans ses spots de campagne des moutons munis de lunettes de soleil faits par intelligence artificielle.
Luisa González prend position contre l'arrêt de l'exploitation pétrolière dans le parc Yasuni soumise à référendum. Arguant que les revenus de cette exploitation contribuent au budget de l'éducation et à la création d'emploi, elle déclare qu'« Il faut être responsable envers les besoins des Équatoriens et plus encore envers ceux qui en ont le plus besoin », et souligne l'absence de proposition de financement alternatif pour remplacer ces revenus.

### Daniel Noboa

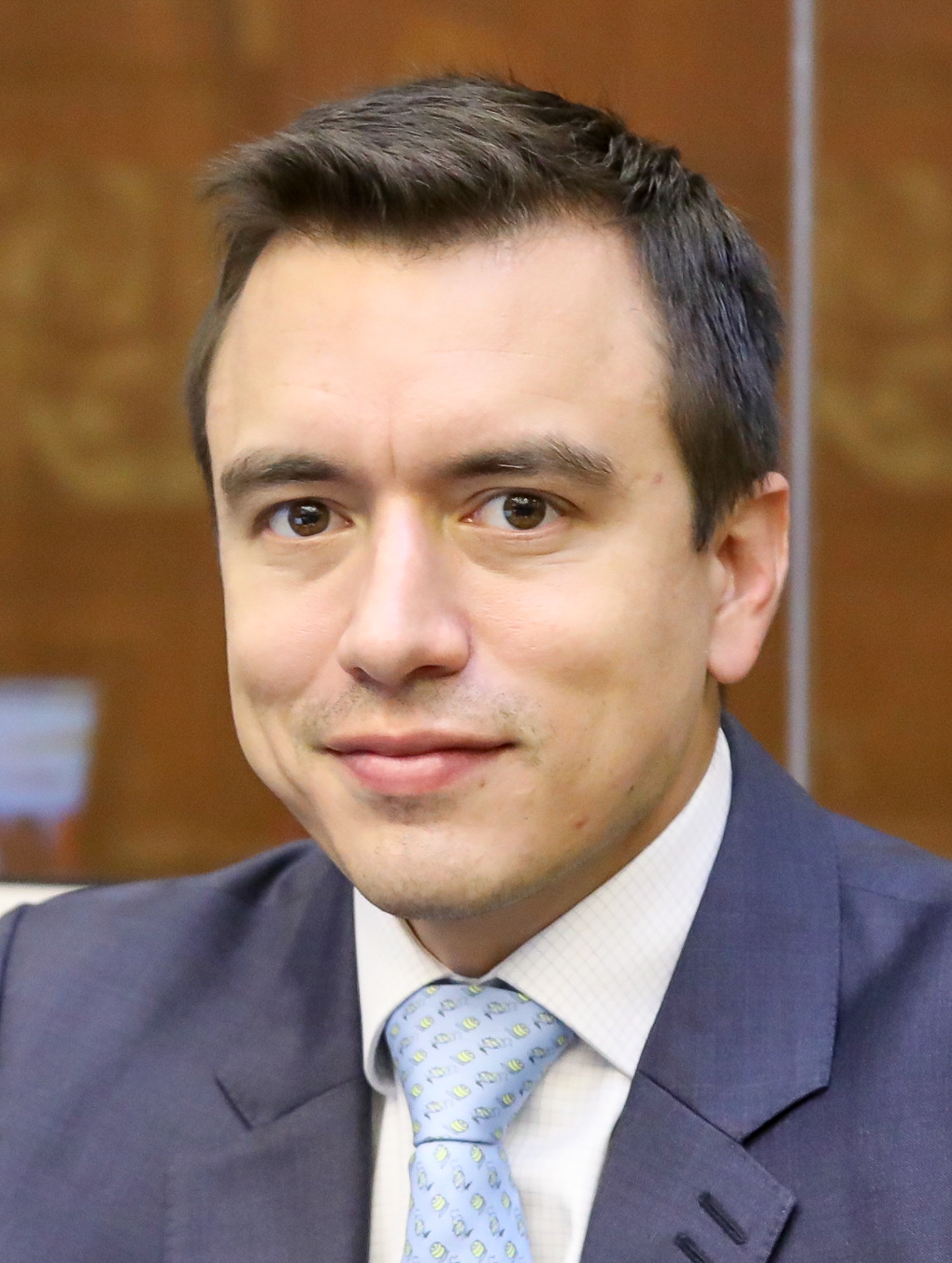
Daniel Noboa Azín.

Le député Daniel Noboa, fils du milliardaire Álvaro Noboa lui même cinq fois candidat à des élections présidentielles, présente également sa candidature avec Verónica Abad pour colistière. Il est soutenu par la coalition Action démocratique nationale (ADN), composée du parti Peuple, égalité et démocratie (PID) et du Mouvement MOVER, nouveau nom de l'ancienne Alianza País de l'ancien président Lenín Moreno.
Homme d'affaires issu d'une famille s'étant enrichie dans le commerce de la banane et associé à son père, il mène une campagne jugée traditionnelle, qui s'appuie sur la fondation d'aides sociales Grupo Noboa fondée par ses parents, ainsi que sur ses liens tissés en tant que président de la Commission sur le développement économique. Son programme se focalise sur la création d'emplois, des réductions d'impôts pour la création d'entreprises, et un durcissement des peines pour les importantes évasions fiscales. Il promet également de rendre plus équitable et efficient le système judiciaire. Favorable à l'arrêt de l'exploitation pétrolière du Yasuni, il justifie sa position en se basant sur l'analyse des banques internationales selon laquelle le cour moyen du pétrole équatorien ne devrait pas dépasser 70 dollars le baril au cours des cinq années restantes d'exploitation, une somme insuffisante pour justifier la poursuite de l'exploitation au vu des conséquences environnementales. Il affirme vouloir compenser la perte de revenus par un plan de réduction des coûts de transport, la restructuration de la fiscalité et la lutte contre la corruption dans les entreprises publiques.
Des tensions apparaissent avec sa colistière Veronica Abad, proche des mouvances d’extrême droite. À la suite de déclarations très conservatrices sur le rôle et le travail des femmes, elle est envoyée faire campagne à l’étranger auprès des migrants équatoriens afin de la tenir éloignée des médias.
À trente-cinq ans, il est le plus jeune des candidats en lice. Il se démarque dans la dernière semaine de la campagne par sa bonne performance au débat télévisé organisé entre les candidats le 14 août. Classé au centre droit ou à droite, lui-même refuse cette étiquette,.

### Jan Topić

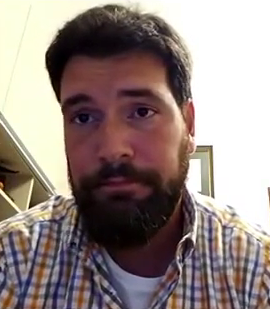
Jan Topić.

L'homme d'affaires franco-équatorien Jan Topić présente une candidature soutenue par le Parti social-chrétien avec pour colistière Diana Jácome Silva, avocate et présentatrice de télévision. Fils de Tomislav Topić, le fondateur de la société de télécommunication Telconet, il acquiert une certaine notoriété via la création d'entreprises spécialisées dans le domaine de la sécurité, puis en étant nommé secrétaire à la sécurité par le président Lasso. Cette dernière lui permet de se rendre populaire par ses déclarations mais n'aboutit finalement pas, l'enquête préliminaire du procureur général ayant révélé des accusations de blanchiment d'argent dans l'Affaire Odebrecht, ainsi que dans un réseau de corruption lié à Lenin Moreno.
Il fait une campagne très axée sur les questions sécuritaires, mettant en avant son expertise dans le domaine. Il axe ainsi son image sur son passé de tireur d'élite et parachutiste dans la légion étrangère française, l'ayant conduit à participer à plusieurs conflits en Syrie, à Djibouti, en Érythrée, en Côte d'ivoire et plus récemment lors de la guerre russo-ukrainienne,. Ses positions sur la sécurité le font monter dans les sondages à la suite de l'assassinat de Fernando Villavicencio, qui place le sujet au cœur de la campagne. Sa montée dans les sondages est également favorisée par sa bonne performance au débat télévisé organisé entre les candidats le 14 août,.

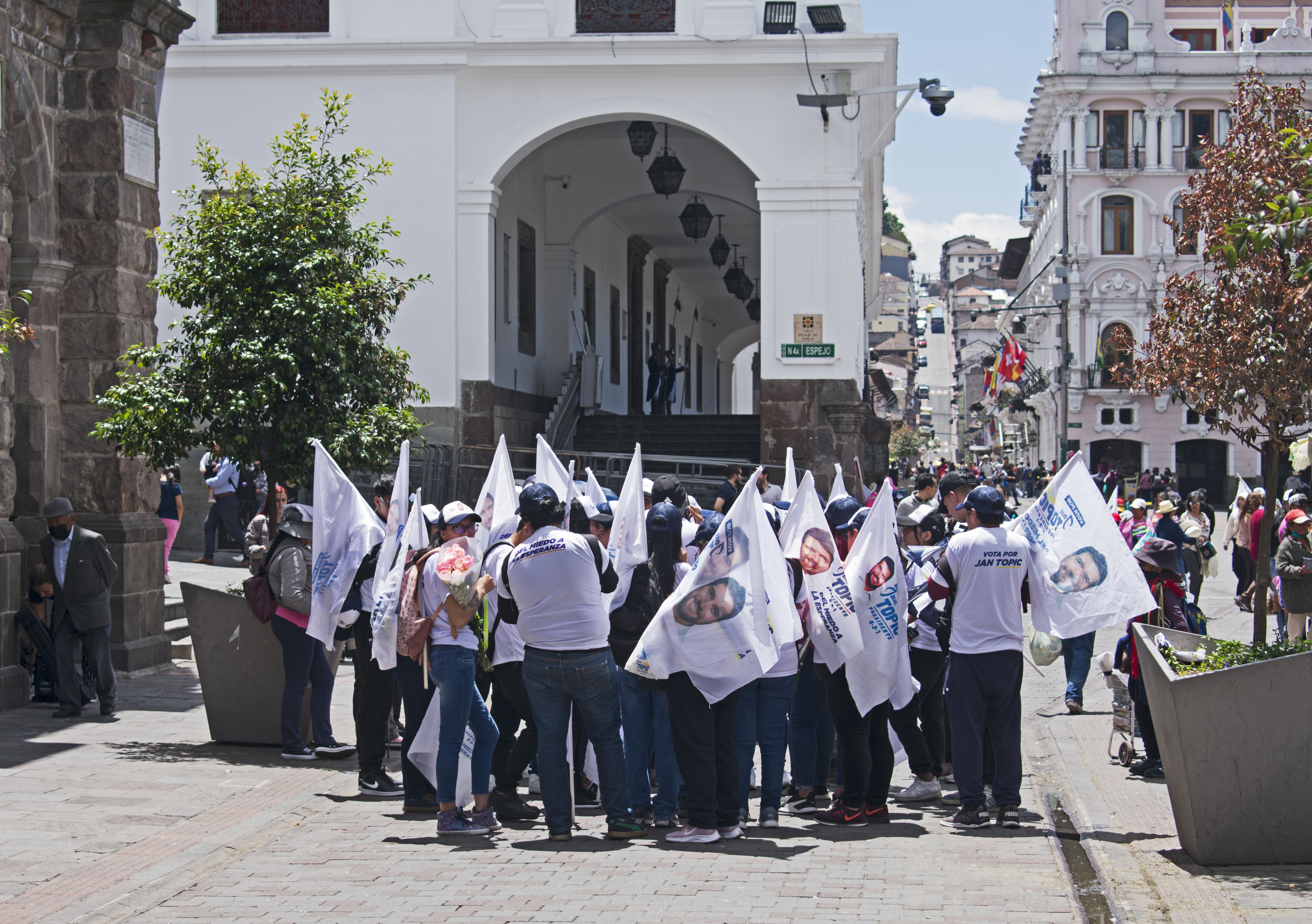
Partisans de Jan Topić à Quito.

Il se présente comme le « Nayib Bukele d’Équateur », en référence au président du Salvador, et comme étant de droite concernant le libéralisme économique, l'ouverture des marchés, l'austérité, mais de gauche sur les questions sociales. Bien que novice en politique, il bénéficie d'une très importante popularité sur les réseaux sociaux, sur lesquels il mène une grande partie de sa campagne via des vidéos dans lesquelles il fait le diagnostic des problèmes liés à l'insécurité et au trafic de drogue. Le candidat effectue néanmoins des visites sur le terrain, notamment à la frontière nord du pays avec la Colombie voisine ainsi que dans les quartiers pauvres de Guayaquil, lors desquelles il met en exergue les problèmes liés à la corruption dans le secteur public.
Jan Topić annonce qu'il respectera la volonté du peuple s'il vote en faveur de l'arrêt de l'exploitation du Yasuni, et se positionne lui-même en faveur de cet arrêt, tout en se déclarant conscient de l'importante perte de revenu qu'elle occasionnerait.

### Otto Sonnenholzner

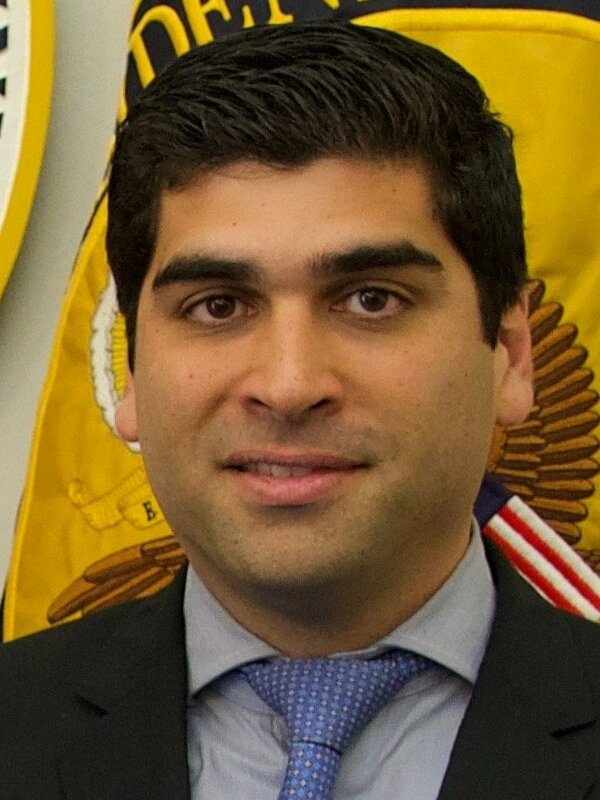
Otto Sonnenholzner.

Ex-vice-président de Lenín Moreno, Otto Sonnenholzner se présente avec le soutien de la coalition Agissons, comprenant le parti Avanza et le Mouvement SUMA. Il prend cependant ses distances avec Lenín Moreno, très impopulaire et soupçonné de corruption.
Diplômé de Harvard en économie avant une longue carrière dans la radio suivie de son entrée en politique en 2017, Sonnenholzner met notamment à profit son importante notoriété acquise grâce à son passé dans les médias. Alors que la campagne se trouve fortement polarisé entre pro et anti-Correa, le candidat cherche à se présenter comme une option centriste d'unité et de réconciliation, malgré des liens avec Lenín Moreno et un programme le rapprochant davantage du centre droit. Sonnenholzner focalise ainsi sa campagne sur les thèmes de la sécurité et de la croissance économique, promettant de « reprendre le contrôle des prisons », d'augmenter le budget des forces de l'ordre et de celles assurant le contrôle des frontières et de favoriser les investissements étrangers. Populaire auprès des élites économiques de la côte équatorienne dont il fait partie, il bénéficie également de l'image de sa colistière Erika Paredes, une écologiste ayant travaillé pour l'Organisation des Nations unies et le gouvernement de Rafael Correa, sans pour autant se définir comme Corréiste,,. Il met ainsi en avant son profil pour positionner leur binôme en faveur de l'arrêt de l'exploitation pétrolière au Yasuni, qu'il présente comme une étape vers un modèle économique ayant moins d'impacts environnementaux, et promet une politique de conservation des milieux naturels et d'utilisation responsable de leurs ressources.
Soutenu par plusieurs mouvements citoyens, il base notamment sa campagne sur de nombreuses visites au contact des populations défavorisées et des petit commerçants dans les nombreux quartiers pauvres du pays, qu'il organise en parallèle de conférences universitaires tout en promouvant son image sur les réseaux sociaux TikTok et Instagram.

### Yaku Pérez

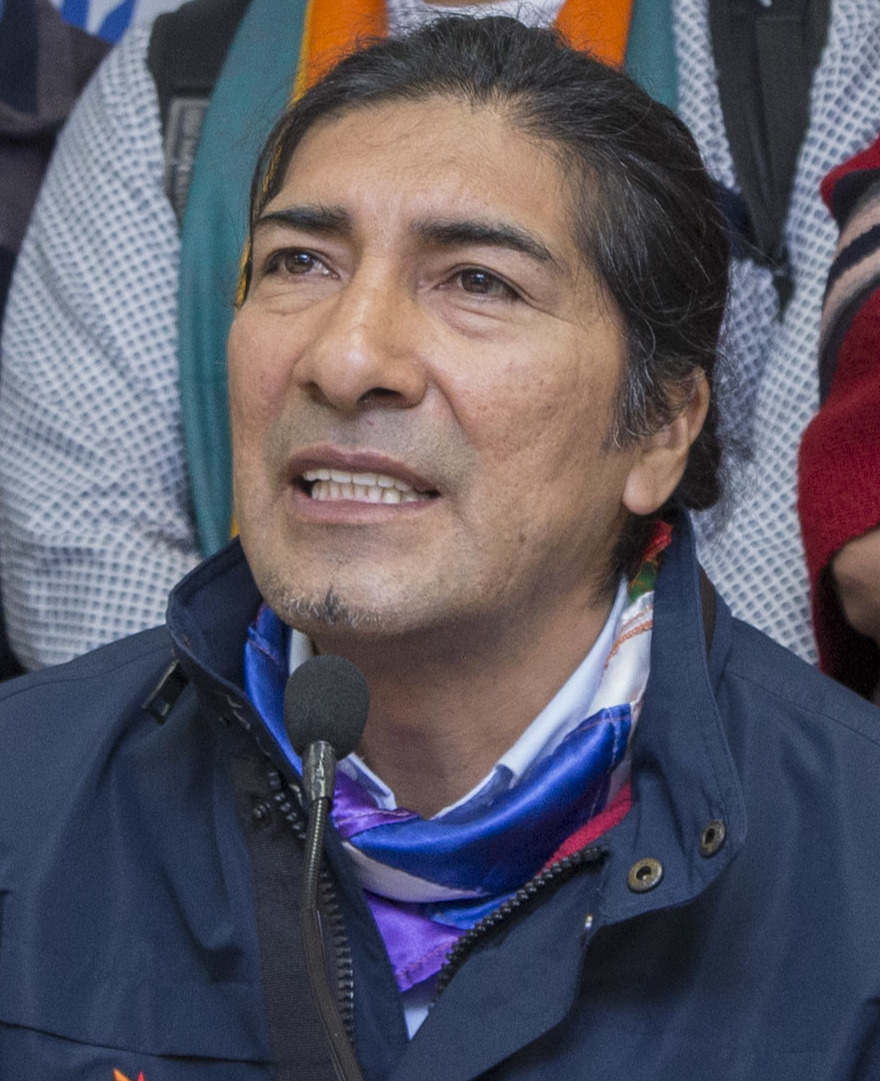
Yaku Pérez.

Le parti indigène Pachakutik choisit de présenter, comme en 2021, l'écologiste Yaku Pérez. Il est surtout soutenu par la coalition Claro que se Puede (Bien sûr qu’on peut) regroupant son mouvement Nous sommes l’Eau, l’Unité populaire, le Parti socialiste équatorien et Démocratie Oui. Il est le premier candidat à se déclarer officiellement en faveur de l'interdiction de l'exploitation pétrolière dans la réserve naturelle Yasuni. Soutenant fermement le Oui au référendum, Yaku Pérez déclare réfléchir à des moyens d'obtenir un financement international pour soutenir la conservation de l'environnement du pays,. Il choisit pour colistière Nory Pineda, une académicienne d'origine française. Détentrice de la binationalité brésilienne, cette dernière s'était vue expulsée sans procès d’Équateur en 2015 à la suite de son implication dans des manifestations anti Corréa, avant de revenir au pays sous son successeur et de devenir vice-rectrice de l'université Ecotec.
Les mouvements indigènes se révèlent cependant divisés au cours de la campagne, la Confédération des nationalités indigènes de l'Équateur (CONAIE) annonçant le 5 juillet ne soutenir aucun candidat, désapprouvant ainsi la décision du Pachakutik. Ce dernier, qui consiste pourtant en sa branche politique, est alors sujet à d'importantes luttes internes pour sa direction et à de fortes dissensions en raison du soutien accordé par le Pachakutik à Guillermo Lasso sous sa présidence,,.
Titulaire d'un diplôme d'avocat et d'une maitrise en droit pénal et criminologie, spécialisé en droit des autochtones, Yaku Pérez est perçu comme un intellectuel de gauche ayant mis à profit son ascendance indigène pour grandir en politique. Devenu représentant syndicaliste, il participe aux manifestations contre Rafael Correa puis devient l'un des meneurs de celles anti-austérité organisées contre Lenín Moreno en octobre 2019, avant de manquer de très peu de se qualifier pour le second tour de l'élection présidentielle de 2021, créant la surprise. Il se présente comme en 2021 sur un programme insistant en particulier sur la protection de l'environnement. Militant écologiste engagé dans les luttes pour le droit à l’eau, opposant à un modèle économique reposant sur l’extractivisme, il promeut les énergies renouvelables, la justice sociale et l'implication des organisations citoyennes dans la lutte contre la criminalité. Sa campagne s'axe sur une tournée continue dans les principales villes du pays, accompagnée d'une forte présence sur Tiktok, Instagram et Facebook, reprenant ainsi la méthode de sa précédente candidature.

### Xavier Hervas
Le chef d'entreprise Xavier Hervas – quatrième en 2021 avec 15,98 % des voix – est le candidat de la petite formation Rénovation totale (Reto). Sa candidature provoque la polémique, le parti de Luisa González remettant en cause sa validité en raison d'accusations de détention par Hervas de comptes offshores au Panama, ce qu'interdit la loi électorale équatorienne. Le candidat se défend en affirmant qu'il s'agit d'un prête-nom, ce que valide finalement le CNE, provoquant l'indignation de ses adversaires,.
S'il se déclare écologiste et apporte son soutien au principe du recours au référendum populaire, Xavier Hervas se déclare opposé à l'arrêt de l'exploitation pétrolière dans le Yasuni, dont il affirme qu'il mettrait en danger les subventions aux carburants et l'économie en général tout en provoquant une perte d'emplois et des poursuites contre l’État.

### Bolívar Armijos
Soutenu par le Mouvement AMIGO — pour « Action mobilisatrice indépendant générant des opportunités » (Acción Movilizadora Independiente Generando Oportunidades) —, l'avocat Bolívar Armijos axe sa campagne sur la défense des populations rurales. Très proche de Correa, il était un temps pressenti pour être son candidat à la présidence en 2021 avant d'être finalement remplacé par Andrés Arauz. Il se présente avec pour colistière Linda Romero, une présentatrice de télévision et fondatrice d'une fondation pour l'inclusion des femmes en politique
Bolívar Armijos est en faveur de la poursuite de l'exploitation pétrolière dans le respect de l'environnement, afin d'utiliser ses revenus pour investir dans l'éducation, la santé et la relance du secteur agricole.

### Christian Zurita
Après l'assassinat de Fernando Villavicencio le 9 août, le Mouvement construire décide quatre jours plus tard de présenter la candidature de Christian Zurita, la loi électorale lui permettant de prendre la place du candidat décédé sur les bulletins de vote, conservant l'écologiste Andrea Gonzalez pour colistière.
Journaliste d'investigation comme Villavicencio, Christian Zurita s'est lui aussi fait connaître par ses publications sur des affaires de corruption. S'il ne dispose alors plus que d'une semaine pour faire campagne, sans même pouvoir assister au dernier débat télévisé faute d'enregistrement de sa candidature dans les temps, Zurita annonce faire campagne sur le programme de lutte contre la criminalité et la corruption. Le candidat avait ainsi participé à l'écriture du programme de son prédécesseur. Il maintient ainsi, comme lui, le soutien à l'arrêt de l'exploitation pétrolière au Yasuni, allant même jusqu'à promettre, en cas de victoire du Non, la tenue d'un audit afin d'établir la rentabilité réelle d'une poursuite de cette activité dans le parc.

## Assassinat de Fernando Villavicencio

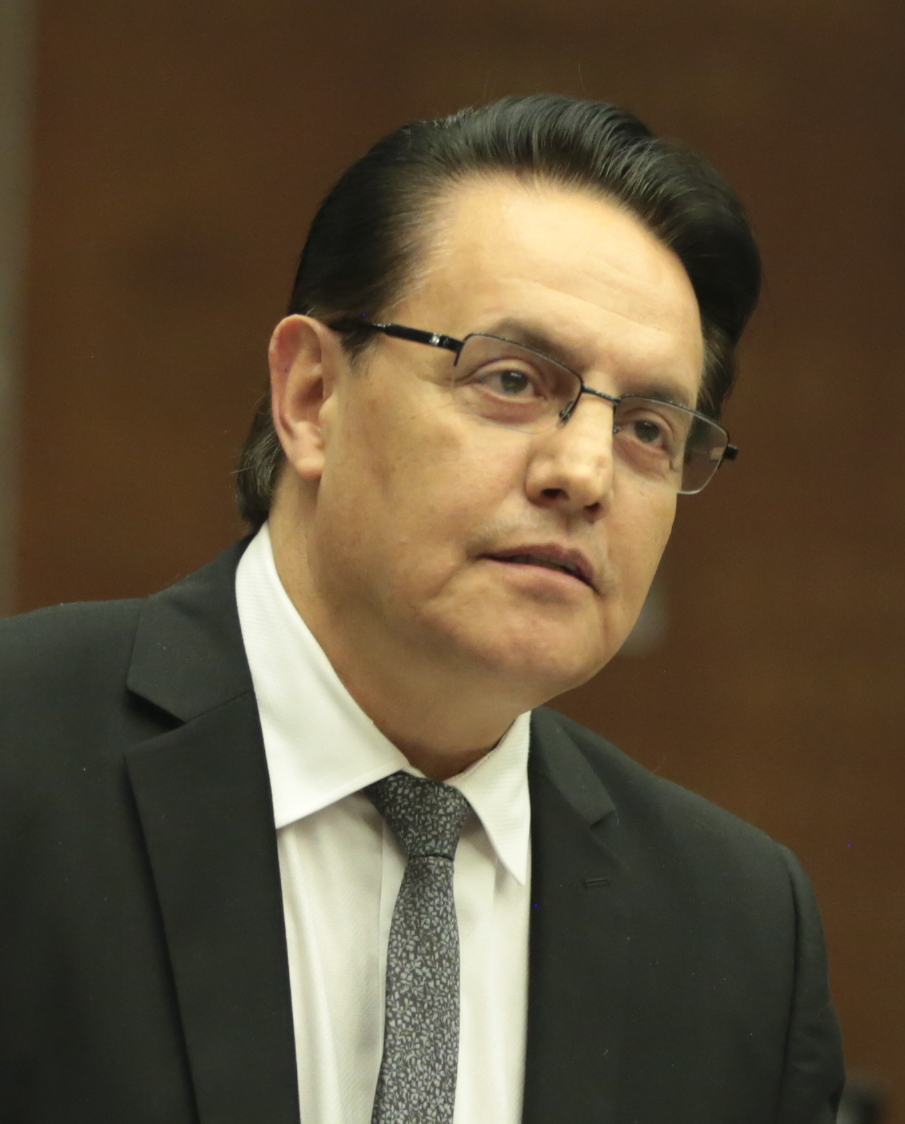
Fernando Villavicencio

Le 9 août, le candidat Fernando Villavicencio est assassiné par balles en pleine rue par un tueur à gages à la sortie d'un meeting politique dans le nord de Quito. En tant que journaliste d'enquête, Villavicencio est connu pour avoir dénoncé plusieurs scandales politico-financiers, notamment sous la présidence de Rafael Correa, le faisant ainsi apparaitre en première ligne dans la lutte contre la corruption lors de la campagne. Son travail d'investigation avait ainsi été déterminant dans l'ouverture d'une enquête judiciaire sur l'Affaire « Riz Vert », qui avait aboutie à plusieurs condamnations de haut responsables correistes dont Rafael Correa lui même pour le versement de pots de vin en échange du financement du parti Alianza País,. Ses publications lui avaient valu par le passé d'être lui même l'objet d'enquêtes, notamment pour le piratage de mails de l'administration. Quelques jours avant son assassinat, il dénonçait des irrégularités dans des contrats publics. Sa mort intervient le lendemain d'un rapport rendu au ministère de la Justice (en) dans lequel il ciblait une entreprise pétrolière sans la nommer. C'est la première fois depuis le meurtre d'Abdón Calderón Muñoz en 1978 qu'un candidat à la présidence est assassiné en Équateur.
Ancien député proche de Guillermo Lasso, Villavicencio se présentait à la présidence sans toutefois bénéficier du soutien du Mouvement CREO mais seulement de partis politiques de faible importance : le Mouvement construire ainsi que Des Gens biens. Il est cependant considéré avant sa mort comme l'un des adversaires potentiels de Luisa González, un sondage le plaçant en deuxième position des intentions de vote. Anti-Corréiste, sa campagne se focalisait sur la lutte contre la corruption, dont il avait fait un cheval de bataille, promettant la tolérance zéro pour les cas de corruption dans le secteur public. Son assassinat intervient dans un contexte de forte hausse de la criminalité en Équateur. Le taux d'homicide passe ainsi de 6 pour 100 000 habitants en 2017 à 25 en 2022, avec une estimation à 40 pour l'année 2023 en cours. Une trentaine de candidats sont notamment tués lors des élections locales de février 2023,.

Christian Zurita.

Cet assassinat conduit le gouvernement à décréter trois jours de deuil national et à instaurer l'état d'urgence pour une durée de 60 jours, sans toutefois décaler la date de l'élection. Le président Lasso se déclare « indigné et choqué » par cet assassinat, dont il promet qu'« il ne restera pas impuni ». Yaku Pérez, Luisa González, Jan Topić, et Bolívar Armijos annoncent la suspension de leur campagne électorale en signe de respect. Plusieurs candidats à l'élection présidentielle appellent à une position plus dure sur le crime, dont Yaku Pérez, Luisa González, Jan Topić, Xavier Hervas (en) et Otto Sonnenholzner.
Dans une vidéo publiée sur les réseaux sociaux, l’organisation criminelle Los Lobos revendique l’assassinat et promet d’abattre tous les dirigeants politiques qui ne tiennent pas leurs promesses vis-à-vis des gangs qui les financent. L'authenticité de la vidéo est cependant remise en cause par des ONG surveillant le crime organisé en Équateur. Une seconde vidéo est par la suite diffusée dans laquelle des membres de Los Lobos nient leur participation et s'affirment victimes d'un complot,.
Le parti de Villavicencio, le Mouvement construire, dispose de la possibilité de le remplacer par un nouveau candidat. S'il se déclare favorable à la modification de la candidature de la colistière de Villavicienco, Andrea González Nader, en candidature à la présidence, le Mouvement construire cherche préalablement à obtenir des garanties du CNE que les votes anticipés fait en faveur du candidat seront considérés comme en faveur de sa remplaçante. N'ayant pas obtenu de réponse des autorités, le parti présente finalement le 13 août la candidature de Christian Zurita, conservant Andrea González pour colistière,.

## Sondages

### Second tour
| Date          | Sondeur                 | Échantillon | Marge d'erreur | Luisa González | Daniel Noboa | Blanc  | Nul    | Indécis |
| ------------- | ----------------------- | ----------- | -------------- | -------------- | ------------ | ------ | ------ | ------- |
| Date          | Sondeur                 | Échantillon | Marge d'erreur |                |              | Blanc  | Nul    | Indécis |
| 10 octobre    | Dado Duro EC            | 1 485       | 2,8 %          | 39,6 %         | 38.6 %       | 12,4 % | 12,4 % | 9,3 %   |
| 9 octobre     | Negocios & Estratégias, | 1 000       | 3,1 %          | 50,06 %        | 49,94 %      | –      | –      | –       |
| 9 octobre     | Negocios & Estratégias, | 1 000       | 3,1 %          | 44 %           | 43,9%        | 12,1 % | 12,1 % | 12,1 %  |
| 8 octobre     | Comunicaliza            | 5 420       | 1,33 %         | 36,2 %         | 41,4 %       | 9,2 %  | 9,2 %  | 13,2 %  |
| 5 octobre     | Omar Maluk              | 11 235      | 3 %            | 51,1 %         | 48,9 %       | –      | –      | –       |
| 4 octobre     | NEO Consulta            | 3 750       | 1,6 %          | 51,1 %         | 48,9 %       | –      | –      | –       |
| 4 octobre     | Negocios & Estratégias  | 3 000       | 1,8 %          | 42,8 %         | 44 %         | 5,3 %  | 5,3 %  | 7,8 %   |
| 15 septembre  | Comunicaliza            | 5 032       | 1,38 %         | 35,1 %         | 43,1 %       | 9,5 %  | 9,5 %  | 12,3 %  |
| 15 septembre  | Omar Maluk              | 8 000       | 2 %            | 47,7 %         | 52,3 %       | –      | –      | –       |
| 10 septembre  | Comunicaliza            | 5 381       | 1,3 %          | 34,0 %         | 39,7 %       | 11,8 % | 11,8 % | 14,4 %  |
| 6 septembre   | Click Report            | 3 040       | 3 %            | 37,2 %         | 45,8 %       | 12,5 % | 4,5 %  | –       |
| 6 septembre   | Click Report            | 3 040       | 3 %            | 44,8 %         | 55,2%        | –      | –      | –       |
| 3-5 septembre | NEO Consultas           | 2 100       | 2,1 %          | 42,7 %         | 42 %         | 6,7 %  | 8,6 %  | –       |
| 3-5 septembre | NEO Consultas           | 2 100       | 2,1 %          | 50,4 %         | 49,6 %       | –      | –      | –       |
| 1–2 septembre | Comunicaliza            | 6 002       | 1,3 %          | 35,4 %         | 43,1 %       | 8,6 %  | 8,6 %  | 12,9 %  |

### Premier tour
| Date              | Sondeur                                                                    | González                                                                   | Sonnenholzner                                                              | Pérez                                                                      | Villavicencio puis Zurita                                                  | Hervas                                                                     | Noboa                                                                      | Topić                                                                      | Armijos                                                                    | Blanc                                                                      | Nul                                                                        | Indécis                                                                    |
| ----------------- | -------------------------------------------------------------------------- | -------------------------------------------------------------------------- | -------------------------------------------------------------------------- | -------------------------------------------------------------------------- | -------------------------------------------------------------------------- | -------------------------------------------------------------------------- | -------------------------------------------------------------------------- | -------------------------------------------------------------------------- | -------------------------------------------------------------------------- | -------------------------------------------------------------------------- | -------------------------------------------------------------------------- | -------------------------------------------------------------------------- |
| Date              | Sondeur                                                                    |                                                                            |                                                                            |                                                                            |                                                                            |                                                                            |                                                                            |                                                                            |                                                                            | Blanc                                                                      | Nul                                                                        | Indécis                                                                    |
| 11–12 août        | Comunicaliza                                                               | 24,9%                                                                      | 8,2%                                                                       | 5,8%                                                                       | 14,5%                                                                      | 1,6%                                                                       | 3,3%                                                                       | 21,7%                                                                      | 0,3%                                                                       | 9,5%                                                                       | 9,5%                                                                       | 10,2%                                                                      |
| 9 août            | Fernando Villavicencio est assassiné lors d'un meeting de campagne à Quito | Fernando Villavicencio est assassiné lors d'un meeting de campagne à Quito | Fernando Villavicencio est assassiné lors d'un meeting de campagne à Quito | Fernando Villavicencio est assassiné lors d'un meeting de campagne à Quito | Fernando Villavicencio est assassiné lors d'un meeting de campagne à Quito | Fernando Villavicencio est assassiné lors d'un meeting de campagne à Quito | Fernando Villavicencio est assassiné lors d'un meeting de campagne à Quito | Fernando Villavicencio est assassiné lors d'un meeting de campagne à Quito | Fernando Villavicencio est assassiné lors d'un meeting de campagne à Quito | Fernando Villavicencio est assassiné lors d'un meeting de campagne à Quito | Fernando Villavicencio est assassiné lors d'un meeting de campagne à Quito | Fernando Villavicencio est assassiné lors d'un meeting de campagne à Quito |
| 9 août            | Cedatos                                                                    | 35,4%                                                                      | 18%                                                                        | 7,5%                                                                       | 18,4%                                                                      | 11,9%                                                                      | 4,1%                                                                       | 3,7%                                                                       | 0,9%                                                                       | -                                                                          | -                                                                          | -                                                                          |
| 9 août            | Cedatos                                                                    | 24%                                                                        | 12,2%                                                                      | 5,1%                                                                       | 12,5%                                                                      | 8,1%                                                                       | 2,8%                                                                       | 2,5%                                                                       | 0,6%                                                                       | 11,9%                                                                      | 2,8%                                                                       | 17,5%                                                                      |
| 9 août            | Comunicaliza                                                               | 31,0%                                                                      | 15,7%                                                                      | 9,2%                                                                       | 8,2%                                                                       | 6,5%                                                                       | 1,8%                                                                       | 3,7%                                                                       | 0,6%                                                                       | 13,4%                                                                      | 13,4%                                                                      | 9,8%                                                                       |
| 8 août            | Omar Maluk                                                                 | 40,30%                                                                     | 13,15%                                                                     | 12,28%                                                                     | 9,53%                                                                      | 11,32%                                                                     | 8,95%                                                                      | 3,85%                                                                      | 0,62%                                                                      | -                                                                          | -                                                                          | -                                                                          |
| 8 août            | Omar Maluk                                                                 | 35,08%                                                                     | 11,45%                                                                     | 10,68%                                                                     | 8,30%                                                                      | 9,85%                                                                      | 7,79%                                                                      | 3,35%                                                                      | 0,54%                                                                      | 6,83%                                                                      | 6,13%                                                                      | -                                                                          |
| 7 août            | Medina Alcoser                                                             | 23,44%                                                                     | 11,94%                                                                     | 11,64%                                                                     | 10,44%                                                                     | 12,92%                                                                     | 22,01%                                                                     | 6,60%                                                                      | 1,00%                                                                      | -                                                                          | -                                                                          | -                                                                          |
| 6 août            | Click Report                                                               | 29.3%                                                                      | 9.2%                                                                       | 14.4%                                                                      | 7.5%                                                                       | 6.8%                                                                       | 6.8%                                                                       | 9.6%                                                                       | 6.8%                                                                       | 16.9%                                                                      | 3.2%                                                                       | -                                                                          |
| 5 août            | Telcodata                                                                  | 30.5%                                                                      | 6.5%                                                                       | 7.7%                                                                       | 6.8%                                                                       | 1.6%                                                                       | 2.0%                                                                       | 13.1%                                                                      | 0.2%                                                                       | 7.6%                                                                       | 7.6%                                                                       | 23.8%                                                                      |
| 2 août            | IPSOS                                                                      | 29%                                                                        | 16%                                                                        | 10%                                                                        | 12%                                                                        | 5%                                                                         | 4%                                                                         | 9%                                                                         | 1%                                                                         | 11%                                                                        | 11%                                                                        | 5%                                                                         |
| 2 août            | Telcodata                                                                  | 29.8%                                                                      | 7.7%                                                                       | 8.8%                                                                       | 7.4%                                                                       | 2.2%                                                                       | 2.1%                                                                       | 10.1%                                                                      | 0.3%                                                                       | 7.5%                                                                       | 7.5%                                                                       | 23.9%                                                                      |
| 30 juillet        | Numma                                                                      | 26,23%                                                                     | 4,84%                                                                      | 13,88%                                                                     | 8,72%                                                                      | 11,17%                                                                     | 3,94%                                                                      | 4,09%                                                                      | 1,47%                                                                      | 16,13%                                                                     | 9,54%                                                                      | 9,54%                                                                      |
| 27 juillet        | Tracking                                                                   | 23.2%                                                                      | 19.4%                                                                      | 10.1%                                                                      | 9.2%                                                                       | 4.5%                                                                       | 3.2%                                                                       | 3.8%                                                                       | 0.7%                                                                       | 14.1%                                                                      | 2.6%                                                                       | 9.2%                                                                       |
| 26 juillet        | Comunicaliza                                                               | 28.6%                                                                      | 12.6%                                                                      | 8.1%                                                                       | 9.2%                                                                       | 4.4%                                                                       | 4.2%                                                                       | 4.4%                                                                       | 0.5%                                                                       | 13.6%                                                                      | 13.6%                                                                      | 14.5%                                                                      |
| 20 juillet        | Estrategas Infinity                                                        | 30.9%                                                                      | 11.9%                                                                      | 10.0%                                                                      | 7.8%                                                                       | 5.0%                                                                       | 3.1%                                                                       | 5.2%                                                                       | 0.3%                                                                       | 11.9%                                                                      | 3.0%                                                                       | 11.0%                                                                      |
| 18 juillet        | Cedatos                                                                    | 26.6%                                                                      | 7.5%                                                                       | 12.5%                                                                      | 13.2%                                                                      | 6.0%                                                                       | 4.4%                                                                       | 3.2%                                                                       | 0.5%                                                                       | 2.6%                                                                       | 16.1%                                                                      | 7.6%                                                                       |
| 9 juillet         | Numma                                                                      | 33.8%                                                                      | 17.5%                                                                      | 15.1%                                                                      | 10.2%                                                                      | 6.9%                                                                       | 6.4%                                                                       | 8.5%                                                                       | 1.6%                                                                       | -                                                                          | -                                                                          | -                                                                          |
| 3–9 juillet       | Tracking                                                                   | 24.2%                                                                      | 15.2%                                                                      | 11.5%                                                                      | 8.0%                                                                       | 5.4%                                                                       | 4.6%                                                                       | 4.5%                                                                       | 0.6%                                                                       | 10.3%                                                                      | 10.3%                                                                      | 15.3%                                                                      |
| 20 juin–8 juillet | Omar Maluk                                                                 | 40.1%                                                                      | 14.7%                                                                      | 13.6%                                                                      | 9.1%                                                                       | 10.3%                                                                      | 4.4%                                                                       | 7.1%                                                                       | 0.6%                                                                       | -                                                                          | -                                                                          | -                                                                          |
| 20 juin–8 juillet | Omar Maluk                                                                 | 33.8%                                                                      | 12.4%                                                                      | 11.5%                                                                      | 7.7%                                                                       | 8.7%                                                                       | 3.7%                                                                       | 6.0%                                                                       | 0.5%                                                                       | 5.9%                                                                       | 9.8%                                                                       | 9.8%                                                                       |
| 5–6 juillet       | Comunicaliza                                                               | 26.8%                                                                      | 12.8%                                                                      | 10.3%                                                                      | 9.3%                                                                       | 6.5%                                                                       | 4.5%                                                                       | 3.0%                                                                       | 0.1%                                                                       | 12.1%                                                                      | 12.1%                                                                      | 14.1%                                                                      |
| 26 juin–3 juillet | Metria                                                                     | 37.8%                                                                      | 18.2%                                                                      | 11.0%                                                                      | 7.5%                                                                       | 1.7%                                                                       | 3.1%                                                                       | 6.5%                                                                       | ›1%                                                                        | 10.1%                                                                      | -                                                                          | 4.0%                                                                       |
| 22–26 juin        | Negocios & Estrategias,                                                    | 52%                                                                        | 14%                                                                        | 13%                                                                        | 4%                                                                         | 9%                                                                         | 4%                                                                         | 5%                                                                         | 0%                                                                         | -                                                                          | -                                                                          | -                                                                          |
| 22–26 juin        | Negocios & Estrategias,                                                    | 41%                                                                        | 11%                                                                        | 10%                                                                        | 7%                                                                         | 3%                                                                         | 3%                                                                         | 4%                                                                         | 0%                                                                         | 21%                                                                        | 21%                                                                        | -                                                                          |
| 22–26 juin        | Negocios & Estrategias,                                                    | 30%                                                                        | 8%                                                                         | 8%                                                                         | 5%                                                                         | 2%                                                                         | 1%                                                                         | 2%                                                                         | 0%                                                                         | 6%                                                                         | 6%                                                                         | 38%                                                                        |
| 23–26 juin        | Mercanalis                                                                 | 38%                                                                        | 9%                                                                         | 12%                                                                        | 10%                                                                        | 8%                                                                         | 7%                                                                         | 14%                                                                        | 2%                                                                         | -                                                                          | -                                                                          | -                                                                          |
| 23–26 juin        | Mercanalis                                                                 | 27%                                                                        | 6%                                                                         | 9%                                                                         | 7%                                                                         | 5%                                                                         | 5%                                                                         | 10%                                                                        | 1%                                                                         | 12%                                                                        | 18%                                                                        | -                                                                          |
| 20–24 juin        | Data Encuesta,                                                             | 28.1%                                                                      | 9.6%                                                                       | 16.6%                                                                      | 9.3%                                                                       | 7.3%                                                                       | 5.2%                                                                       | 14.8%                                                                      | -                                                                          | -                                                                          | -                                                                          | 9.1%                                                                       |
| 19–20 juin        | Estrategas Infinity                                                        | 28.0%                                                                      | 9.9%                                                                       | 8.8%                                                                       | 8.3%                                                                       | 6.1%                                                                       | 4.3%                                                                       | 2.5%                                                                       | 0.5%                                                                       | 3.9%                                                                       | 15.9%                                                                      | 11.8%                                                                      |
| 16–18 juin        | Comunicaliza                                                               | 25.9%                                                                      | 11.2%                                                                      | 10.3%                                                                      | 8.0%                                                                       | 6.2%                                                                       | 3.8%                                                                       | 2.6%                                                                       | 0.4%                                                                       | 13.2%                                                                      | 13.2%                                                                      | 18.4%                                                                      |
| 5–9 juin          | Data Encuesta                                                              | 27.8%                                                                      | 7.6%                                                                       | 14.8%                                                                      | 7.1%                                                                       | 6.2%                                                                       | 4.2%                                                                       | 14.2%                                                                      | -                                                                          | -                                                                          | -                                                                          | 17.9%                                                                      |

## Résultats

### Nationaux
| Candidats et colistiers  | Candidats et colistiers                       | Partis                   | Premier tour | Premier tour | Second tour | Second tour |
| Candidats et colistiers  | Candidats et colistiers                       | Partis                   | Voix         | %            | Voix        | %           |
| ------------------------ | --------------------------------------------- | ------------------------ | ------------ | ------------ | ----------- | ----------- |
|                          | Luisa González Andrés Arauz                   | RC                       | 3 315 663    | 33,61        | 4 880 525   | 48,17       |
|                          | Daniel Noboa Verónica Abad Rojas              | ADN                      | 2 315 296    | 23,47        | 5 251 695   | 51,83       |
|                          | Christian Zurita Andrea González Nader        | MC25                     | 1 614 434    | 16,37        |             |             |
|                          | Jan Topić Diana Jácome Silva                  | PUP                      | 1 446 812    | 14,67        |             |             |
|                          | Otto Sonnenholzner Erika Paredes Sánchez      | Agissons                 | 696 548      | 7,06         |             |             |
|                          | Yaku Pérez Nory Pinela Morán                  | CQSP                     | 391 674      | 3,97         |             |             |
|                          | Xavier Hervas Luz Marina Vega Conejo          | RETO                     | 48 428       | 0,49         |             |             |
|                          | Bolívar Armijos Velasco Linda Romero Espinoza | AMIGO                    | 35 785       | 0,36         |             |             |
|                          |                                               |                          |              |              |             |             |
| Votes valides            | Votes valides                                 | Votes valides            | 9 864 640    | 91,19        | 10 132 220  | 91,49       |
| Votes nuls               | Votes nuls                                    | Votes nuls               | 732 209      | 6,77         | 858 394     | 7,75        |
| Votes blancs             | Votes blancs                                  | Votes blancs             | 220 568      | 2,04         | 84 178      | 0,76        |
| Total                    | Total                                         | Total                    | 10 817 417   | 100          | 11 074 792  | 100         |
| Abstention               | Abstention                                    | Abstention               | 2 228 136    | 17,06        | 2 371 890   | 17,64       |
| Inscrits / participation | Inscrits / participation                      | Inscrits / participation | 13 045 553   | 82,94        | 13 446 682  | 82,36       |

### Cartes

Résultats de Luisa González par province au 1er tour
Résultats de Daniel Noboa par province au 1er tour
Résultats de Christian Zurita par province au 1er tour
Résultats de Jan Topić par province au 1er tour

## Analyse

### Premier tour

Candidat arrivé en tête par province au 1er tour.

Le premier tour connait une légère augmentation de la participation par rapport à celui de 2021, celle-ci passant de 81 à 82 %. Il est surtout marqué par une baisse notable du taux de votes blancs et nuls, qui passe de 12 % en 2021 à 8 % en 2023. Le choc généré par l'assassinat de Fernando Villavicencio ainsi que la présence de plusieurs candidats atypiques et le bon déroulement du débat télévisé auraient contribué à susciter l'intérêt des électeurs.
Comme attendu, le premier tour voit arriver en tête Luisa González du Mouvement de la révolution citoyenne (RC), qui figurait en tête des sondages tout au long de la campagne. La candidate et son colistier, Andrés Arauz, tous deux héritiers affirmés de Rafael Correa, recueillent plus du tiers des suffrages exprimés. González célèbre un « grand triomphe », dont elle annonce qu'il sera suivi d'une « grande seconde victoire définitive ». Son Mouvement de la révolution citoyenne arrive également largement en tête aux élections législatives.
À la surprise générale, après une campagne ayant vu plusieurs candidats s'affirmer comme adversaires probables de González, c'est finalement Daniel Noboa, fils de l'un des hommes les plus riches du pays, qui se qualifie avec un peu moins d'un quart des suffrages. Plus jeune des huit candidats en lice, il aurait bénéficié de sa bonne performance au débat télévisé organisé six jours plus tôt. Le second tour aboutit ainsi à un duel classique entre gauche et droite, dont la ressemblance avec l'élection présidentielle de 2006 est remarquée, l’Équateur ayant vu cette année-là s'affronter au second tour Rafael Correa et Alvaro Noboa, respectivement mentor et père des deux candidats qualifiés en 2023.
Remplaçant au pied levé Fernando Villavicencio, Christian Zurita arrive quant à lui troisième avec 16 % des voix. Reconnaissant sa défaite, il exprime sa gratitude envers les Équatoriens et rend hommage à son collègue journaliste assassiné, qu'il désigne comme « notre courageux et éternel président ». Son parti, le Mouvement construire, arrive néanmoins en deuxième position aux législatives, devant l'Action démocratique nationale de Noboa. Zurita est suivi par Jan Topić qui obtient 15 % et souligne au soir du premier tour « l'excellente performance de la campagne de Daniel Noboa ». Arrivé loin derrière avec moins de 4 % des voix, le candidat écologiste Yaku Pérez voit néanmoins la population se prononcer en faveur de la fin de l'exploitation pétrolière dans le parc national Yasuni au référendum organisé simultanément, dont il était le plus fervent partisan. Le second tour voit ainsi s'opposer deux candidats aux vues opposées sur ce sujet, Daniel Noboa s'étant déclaré favorable à l'arrêt de l'exploitation, là où Luisa González avait pris position en faveur de sa poursuite. La victoire des partisans de l'arrêt de l'exploitation pétrolière est un ultime échec pour le président sortant Guillermo Lasso, qui ambitionnait au cours de son mandat de doubler la production pétrolière dans le parc.
Le parti indigène Pachakutik apparait comme l'un des grands perdants avec à peine 4 % des voix pour son candidat Yaku Pérez – contre 19,4 % en 2021 – et 5 députés élus pour 25 sortants. Il fait notamment les frais de ses divisions, de la diversification sociale des populations autochtones et de la campagne de son candidat jugée en décalage avec les préoccupations des Équatoriens sur les questions sécuritaires. Il se montre également divisé concernant l'attitude à adopter pour le second tour : Yaku Pérez annonce voter blanc tandis que Leonidas Iza, président de la CONAIE et figure des mouvements sociaux, apporte son soutien à la candidate de gauche Luisa González.

### Second tour

Candidat arrivé en tête par province au 2e tour.

Daniel Noboa l'emporte au second tour avec un peu moins de 52 % des voix. L'entrepreneur de centre droit devient ainsi à 35 ans le plus jeune président de l'histoire de l'Équateur, à l'issue d'une élection l'ayant vu déjouer tous les pronostics avant le premier tour. Luisa González reconnait sa défaite et lui adresse ses félicitations au soir du second tour. Le nouveau président prend ses fonctions le 23 novembre 2023.